# Poliúria
Poliúria (do gr: polys, muito e oûron, urina) termo médico que faz referência ao sintoma de urinar em excesso (acima de 2,5 litros por dia), frequentemente acompanhado de um aumento da frequência urinária (polaquiuria). É o sintoma de diversas doenças endócrinas, renais e psiquiátricas.

## Causas
Urinar em excesso pode ser sintoma de:
Doenças endócrinas
- Diabetes mellitus;
- Diabetes insipidus;
- Síndrome de Cushing;
- Hiperparatireoidismo.

Doenças renais
- Doença renal crônica;
- Infecção urinária;
- Após obstrução urinária crônica;
- Início de pielonefrite crônica;
- Síndrome de Fanconi;
- Hiperaldosteronismo (ou Doença de Conn).

Psiquiátricas
- Polidipsia psicogênica;
- Anorexia ou/e bulimia;
- Alcoolismo;
- Vício em cafeína.

Outras
- Anemia falciforme;
- Efeito colateral de medicamentos;
- Hipercalcemia;
- Hipervitaminose B ou C;
- Adaptação a altas altitudes;
- Adaptação a ambientes frios;
- Gravidez.

## Tratamento
Quanto mais prolongada pior a desidratação e o desbalance eletrolítico. Beber muita água, suco e sopa ou soro fisiológico por via oral ou via parenteral normalmente é o único tratamento necessário independente da causa. Outros tratamentos podem exigir insulina, reposição hormonal, psicoterapia, antibióticos ou cirurgia dependendo da causa.